# 教育情報研究所
教育情報研究所（きょういくじょうほうけんきゅうじょ）は、日本語教師養成講座を展開していた株式会社。略称はEII。経営者は石井保則。
1987年に法人化され札幌、名古屋、大阪、京都、福岡など全国19か所に支所と称する教室を開設していたが、2006年末からそれらを閉鎖し2007年2月に事実上倒産した。
独自の「イメージレッスン法」を用いて、日本語教育のための人材を輩出することを目的としていると宣伝されていた。